# 류다오커우역
류다오커우역(중국어: 六道口站)은 중국 베이징시 하이뎬구 쉐위안루 가도 칭화 동로·쉐위안로 교차로에 위치한 베이징 지하철 15호선과 창핑선의 환승역으로, 이 중 15호선 구간은 15호선 1단계 서부 구간 개통과 함께 2014년 12월 28일에 개통되었으며, 창핑선 구간은 2023년 2월 4일에 개통되었다.

## 위치
류다오커우역은 칭화 동로(동서 방향)와 쉐위안로 - 쉐칭로(남북 방향)의 교차점에 위치하며 동서 방향으로 배치되어 있다.
역명은 우다오커우와 달리 역 근처에 철도 건널목이 없고 류다오커우 마을과 인접하여 붙여진 이름이다.

## 역 구조
본 역은 2기둥 3경간 구조의 지하 2층 역사의 섬식 승강장 설계하고 지하 굴착 공법으로 건설되었다. 이 역은 양쪽에 관로를 배치하여 중간 경간을 직접 미장한 상태로 천장을 달지 않고 조명 기구로 장식하여 더 높은 공간 효과를 추구하였다. 창핑선 역은 2열, 3경간 섬식 승강장으로 설계된 역으로, 선로 면적이 15호선 승강장 아래를 통과한다. 쉐위안루 고등학교의 소련식 건축 특성과 재료 색상을 기반으로 벽돌색을 테마 색상으로 선택하였고, 역 장식에는 중국농업대학 구학교의 아치문 형태 요소가 적용되었다.

### 층별 구조
| 지면층             | 지면                            | A－D출입구                               |
| 지하 1층 대합실 층 | 15호선 대합실                   | 고객센터, 자동 발매기, 출입 게이트       |
| 지하 2층 승강장 층 | 창핑선 대합실                   | 고객센터, 자동 발매기, 출입 게이트       |
| 지하 2층 승강장 층 | ←                               | ■ 15호선 칭화둥루시커우 방면 (시·종착역) |
| 지하 2층 승강장 층 | 섬식 승강장, 왼쪽 출입문이 열림 |                                          |
| 지하 2층 승강장 층 | →                               | ■ 15호선 펑보 방면 (베이사탄)            |
| 지하 3층 승강장 층 | ←                               | ■ 창핑선 창핑시산커우 방면 (쉐즈위안)    |
| 지하 3층 승강장 층 | 섬식 승강장, 왼쪽 출입문이 열림 |                                          |
| 지하 3층 승강장 층 | →                               | ■ 창핑선 지먼차오 방면 (쉐위안차오)      |

### 대합실
15호선 류다오커우역에는 두 개의 별도 대합실이 있어, 쉐위안로 동서 교차로 양측에 위치하며, 대합실의 남쪽은 창핑선 대합실로 이어지는 환승 통로이다.
창핑선 류다오커우역 대합실은 쉐위안로 교차로 남쪽에 위치한다.

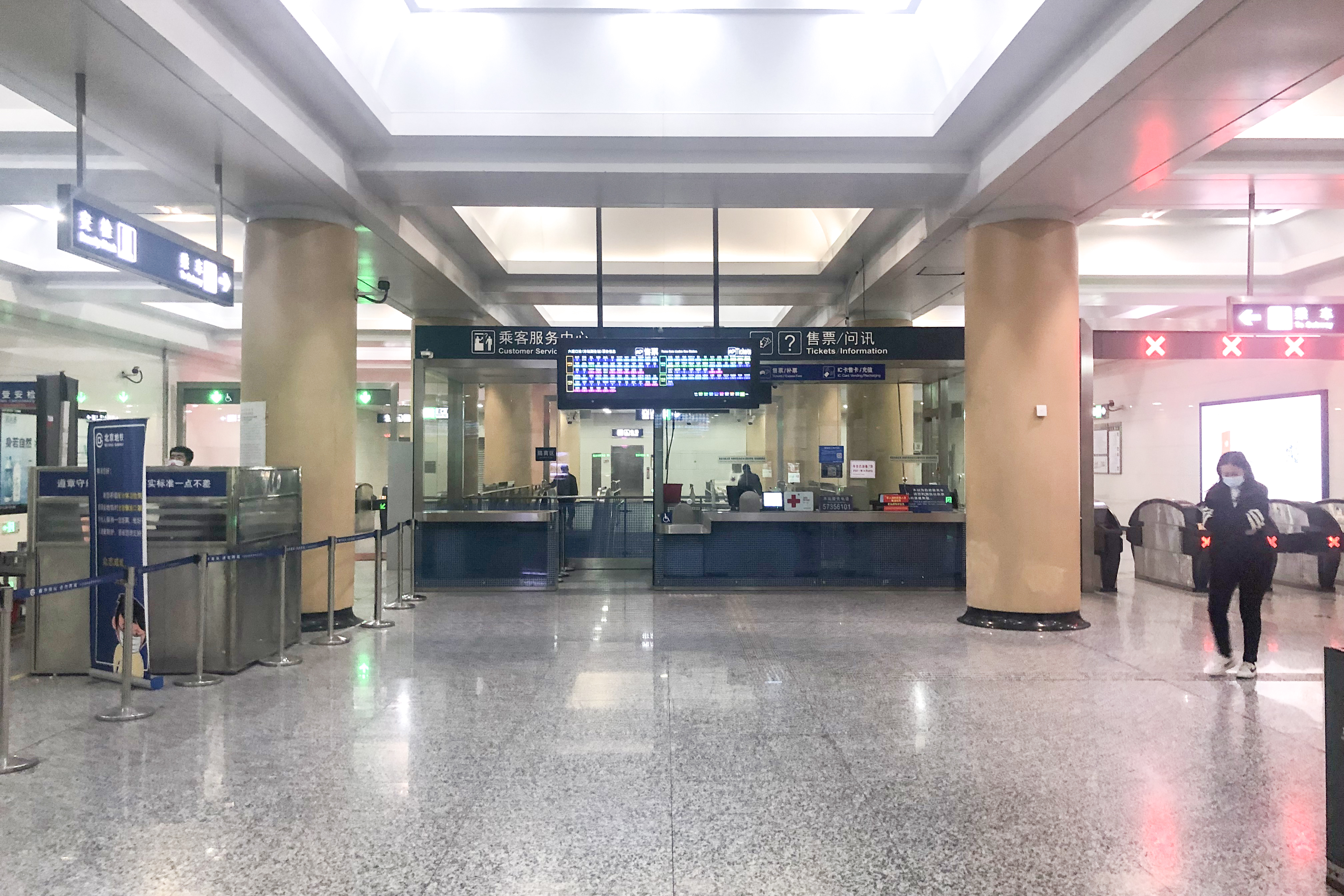
15호선 서 대합실
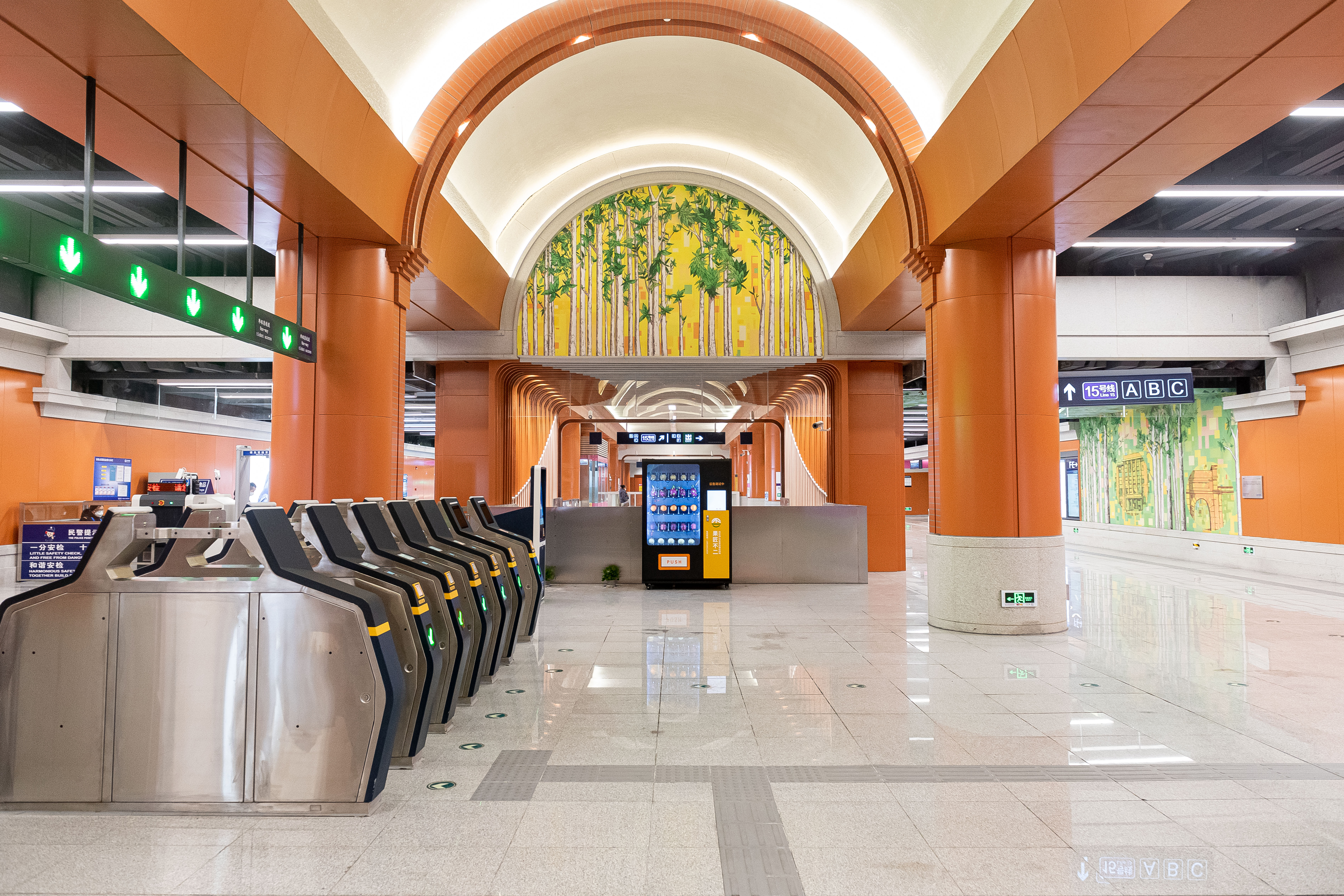
류다오커우역 창핑선 대합실

### 승강장
15호선 류다오커우역 승강장은 칭화 동로 아래에 섬식 승강장이 위치하고, 승강장의 중간 건물 높이가 6.6m이며, 여러 개의 샹들리에가 천장에 장식되어 있다. 대합실로 이어지는 엘리베이터는 승강장의 가장 서쪽 끝에 있다.
창핑선 승강장도 섬식 승강장이다.

## 출입구
본 역은 7개의 출입구가 있으며, 그 중 D출입구는 15호선 서 대합실과 창핑선 대합실과 연결되어 있다.
|                          |                          |                                                                                   |      |             |
|                          |                          |                                                                                   |      |             |
| 출구                     | 지시                     | 출구 인근                                                                         | 사진 | 무장애 시설 |
| ■ 15호선에 연결          |                          |                                                                                   |      |             |
| 出口 · A · 1             | 칭화 동로(清华东路) 북측 | 류수오 빌딩(六所大厦), 베이징임업대학(北京林业大学)                               |      | 빈칸        |
| 出口 · A · 2             | 쉐칭로(学清路) 서측      |                                                                                   |      | 빈칸        |
| 出口 · B                 | 쉐칭로(学清路) 동측      | 진마 빌딩(金码大厦), 중국은행(中国银行), 중국농업대학 동교구(中国农业大学 东校区) |      | 빈칸        |
| 出口 · C                 | 칭화 동로(清华东路) 남측 | 푸룬자위안(富润家园), 석유대원(石油大院)                                          |      |             |
| ■ 15호선 ■ 창핑선에 연결 |                          |                                                                                   |      |             |
| 出口 · D                 | 칭화 동로(清华东路) 남측 | 이하이 빌딩(艺海大厦), 중국광업대학 쉐위안로 교구(中国矿业大学 学院路校区)        |      |             |
| ■ 창핑선에 연결          |                          |                                                                                   |      |             |
| 出口 · E                 | 쉐위안로(学院路) 동측    | 푸룬자위안(富润家园), 석유대원(石油大院)                                          |      |             |
| 出口 · F                 | 쉐위안로(学院路) 서측    | 중국광업대학 쉐위안로 교구(中国矿业大学 学院路校区)                               |      | 빈칸        |
| 아이콘 설명: 엘리베이터  |                          |                                                                                   |      |             |

### 역 예술
본 역의 환승 통로 내부 곡면 벽에는 "번화사금《繁花似锦》" 벽화가 장식되어 있으며, 창핑선 대합실과 환승 통로에는 "수목과 수인(树木与树人)"을 형상화한 작품 "생장《生长》"이 장식되어 있다.